# Макс Лабович
Макс Лабович (англ. Max Labovitch; 18 січня 1924, Вінніпег — 14 січня 2018) — канадський хокеїст, що грав на позиції крайнього нападника. За походженням єврей.

## Ігрова кар'єра
Професійну хокейну кар'єру розпочав 1942 року.
Усю професійну клубну ігрову кар'єру, що тривала 9 років, провів, захищаючи кольори команд нижчих північноамериканських ліг, а також провів 5 матчів у складі клубу НХЛ «Нью-Йорк Рейнджерс» (сезон 1943—44).
У лютому 2010 обраний до Зали славу хокею Манітоби.